# Chapelle Saint-Libert de Tours
La chapelle Saint-Libert est une ancienne église romane datant principalement du XIIe siècle, se trouvant dans le plus vieux quartier de Tours, en partie construite sur le rempart du castrum gallo-romain du IVe siècle, le long de la Loire. Sa nef est inscrite à l'inventaire supplémentaire des monuments historiques depuis le 2 décembre 1946 à l'initiative de la Société archéologique de Touraine (SAT).
L'église est désaffectée au début du XVIIIe siècle. Reconvertie et défigurée par une activité industrielle et artisanale, désormais propriété de la SAT depuis 2011, elle a été réhabilitée peu après, après avoir fait l'objet de fouilles archéologiques, afin de devenir son siège social, son espace d'accueil et de réunions et un lieu d'accueil d'événements culturels.
L'édifice se situe au 37, avenue André-Malraux, à l'angle de la rue de la Bretonnerie, non loin de la rue Barbès (ancienne rue Saint-Libert). À Tours, il existait aussi une chapelle contemporaine Saint-Libert, construite en 1980, affectée au culte catholique, située 9, rue du Clos-Saint-Libert, à ne pas confondre, mais dont la démolition a été programmée en 2014.

## Description

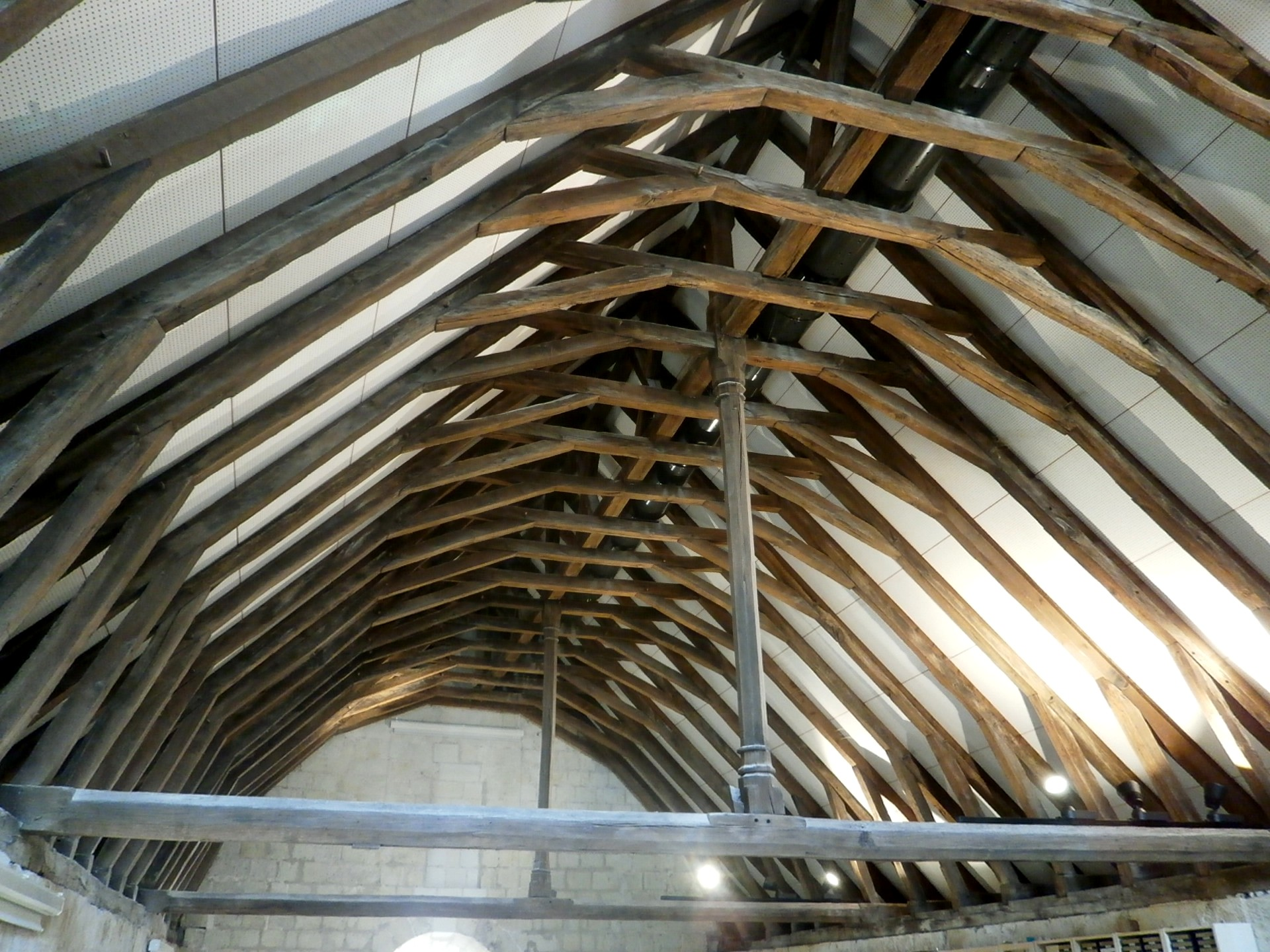
La charpente de la chapelle date du XVe siècle.

L'édifice roman, de construction soignée, réduit à sa nef puisqu'il ne comporte ni chevet, ni clocher, fait 17,50 m de long (probablement 24 m à l'origine avec le chevet), 8,60 m de large et 10,15 m de haut avant restauration (au moins 2 m de plus avec le sol à son niveau d'origine retrouvé). Cela dégage une salle intérieure de 17 m de long sur 6,50 m environ. Les murs en pierre de taille de tuffeau ont une épaisseur moyenne de 1 m. Le bâtiment est pourvu de contreforts bien que l'église n'est pas voûtée en pierre. La chapelle dispose ainsi d'une belle charpente, refaite au XVe siècle, à chevrons formant vingt-sept fermes en chêne, comme une « coque de vaisseau » renversée. La toiture à long pan est en ardoise. Deux portails en arc brisé, l'un au sud (encore fermé), l'autre à l'ouest, constituent les accès à la chapelle. Les renforts sur ce dernier permettent d'imaginer un porche et un pignon accentué faisant office de clocher, à moins que ce dernier ait été arasé. Les deux façades latérales à gouttereaux sont bordées d'un bandeau sous toiture, avec moulures et modillons sculptés représentant, côté nord, des têtes d'hommes, de femmes, des figures monstrueuses, des ornements géométriques et végétaux. Elles sont percées de trois fenêtres, qui ont été restituées au nord lors de la restauration et qui sont à arc en plein cintre, appareillé de 7 claveaux, sur la façade sud, plus riche — creusée en interne d'un lavabo ecclésiastique d'époque romane — qui donne par ailleurs actuellement sur un jardin privé. Celle du nord repose sur une portion des vestiges de l'enceinte gallo-romaine de la ville. On ne sait rien du décor proposé par le chevet qui concentrait peut-être l’essentiel de l’intérêt artistique de l’édifice, ni de l'aménagement intérieur, si ce n'est l'emplacement de l'autel. Désormais un module administratif contemporain tient lieu de chevet, agrandissant l'espace disponible.

## Historique
L'église se trouve dans l'angle nord-est de l'ancienne enceinte gallo-romaine, formant le castrum de la vieille cité de « Caesarodunum », probablement la première fondation de Tours ; remparts antiques du Bas-Empire romain dont, outre les fondations de la chapelle, il reste d'autres traces : au château de Tours, au Musée des beaux-arts et parallèlement aux rues du Port Feu Hugon et du Petit Cupidon. Cette chapelle, dont le nom est trompeur compte tenu de ses dimensions originelles, a remplacé une église plus ancienne que l'on ne sait pas dater avec certitude, sur un lieu dont on ne savait pas jusqu'ici s'il était déjà affecté au culte auparavant. L'histoire de cette chapelle reste d'ailleurs obscure et incertaine, malgré les fouilles et les travaux archéologiques du début du XXIe siècle.

### L'église attestée auIXesiècle
À l'époque où Tours est encore bipolaire, on trouve mention d'une église sur ce qui pourrait être le site actuel, dans une charte de 919 qui fait état d'un échange de terrains, intervenu entre 866 et 877, entre les chanoines de Saint-Martin logés notamment dans la nouvelle partie ouest de Tours, Chateauneuf, et le comte de Tours, Hugues l'Abbé, à l'interieur de l'ancienne cité de Tours à l'est, pour un terrain situé dans cette partie, comprenant « église, mur d'enceinte et poterne », au profit dudit comte, pour environ 3 600 m2,.

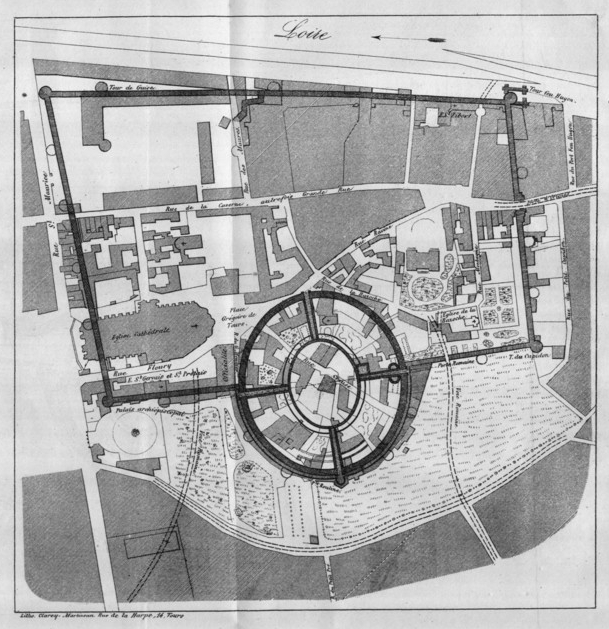
La chapelle Saint-Libert au nord-est du castrum gallo-romain près de la Tour Hugon

Par cet échange de propriété, dont l'acte a disparu, elle serait donc devenue la première chapelle des comtes de Tours, non loin de la Tour Feu Hugon, censée être leur première résidence,.
Les preuves sont minces mais à supposer qu'il s'agisse de l'emplacement de la chapelle actuelle, dont on sait qu'il tangente le rempart gallo-romain de l'ancienne cité, il reste à justifier la propriété des moines sur le terrain supportant la chapelle, à cet endroit, éloigné de Martinpôle (Châteauneuf) où les moines sont normalement établis. La réponse est possiblement dans le canon 8 du concile qui s'est tenu en 465 à Vannes, à l'occasion de l'ordination de son évêque par l'évêque de Tours, Perpetuus, alors que Tours est archidiocèse, capitale de la IIIe Lyonnaise, province de la Gaule lyonnaise. Cette disposition canonique du Ve siècle permettait aux abbés - par exception - d'avoir un refuge à l'intérieur des murs de la cité, en raison des incursions vikings,. C'est ce refuge, où les moines auraient érigé une chapelle ou conforté l'existant, qui aurait fait l'objet de l'échange, une fois le danger écarté, sachant toutefois que Hugues l'Abbé cumulait les qualités d'Abbé de Saint-Martin et de comte de Tours.
Mais sur cette église déjà existante et attestée au IXe siècle, donc d'époque carolingienne, peut être déjà dédiée à Libert, reconnu comme saint par son contemporain Grégoire de Tours au VIe siècle, on a peu d'information et aucune certitude spatio-temporelle (temps et lieu) ; pas plus sur ce qui a probablement précédé.

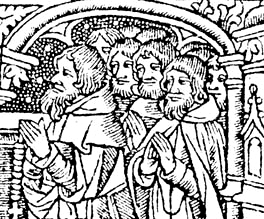
Moines en prière au Moyen Âge

Ainsi rien ne renseigne sur l'existence et la date d'édification d'un éventuel oratoire-refuge au Bas-Empire (entre le Ve siècle ou le VIe siècle) par les moines de Saint-Martin et de Marmoutier (où vécut Libert), ni sur l'époque de la dédicace du lieu à Saint Libert (possiblement vers le VIIe siècle, ou au IXe siècle, voire seulement au XIIe siècle), ni sur l'édification ultérieure de l'église carolingienne attestée au moment de l'échange (entre le VIIIe siècle ou le IXe siècle), voire sur l'existence de bâtiments romains bien antérieurs.
L'emplacement actuel de la chapelle au sein de l'ancienne cité est certes plausible avec une telle antériorité, mais aucun autre indice, que son empiétement sur le mur gallo-romain qui le fait présumer, en atteste. Les fouilles modernes ne confirment d'ailleurs pas formellement l'hypothèse puisqu'elles n'ont pas révélé de vestiges significatifs des constructions antérieures suggérées par les historiens ; seulement quelques traces, plus tardives que celles attendues, bien que pouvant éventuellement remonter à la fin du carolingien (infra).

### L'église actuelle duXIIesiècle, protégée par sa reconversion laïque

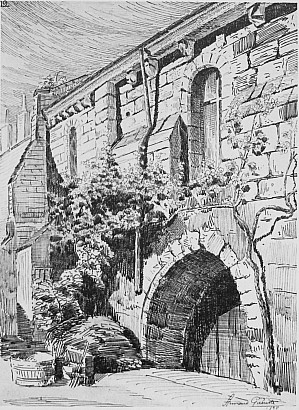
La riche façade sud de la chapelle Saint-Libert et son portail d'entrée déjà condamné au XIXe siècle (SAT)

Dans les textes, on ne trouve mention explicite d'un lieu consacré à « Saint-Libert », sous l'expression « oratoire de Saint-Léobard » (le nom latin de Libert), qu'au XIIe siècle, rapportée par Jean Mann au XVIIe siècle, qui fait état d'un acte de cession de 1192 stipulant que l'oratoire avait été fondé par les ancêtres du vendeur. Compte tenu de l'architecture romane de la chapelle actuelle, il ne peut s'agir que de cette dernière - qui aurait donc été reconstruite entre-temps, si l'on tient pour possible l'identité de lieu entre cette dernière et l'église carolingienne. Cela situerait sa construction vers 1150. On ignore cependant son état initial et l'histoire architecturale du bâtiment.
On sait seulement qu'après avoir fait partie supposément jusqu'à cette époque du domaine des comtes de Tours, la chapelle fait partie de celui des rois de France (les textes en témoignent au XIVe siècle, au XVIIe siècle et au XVIIIe siècle). Elle a cependant une histoire mouvementée (dépendance de l'abbaye de Preuilly puis propriété de laïcs, elle est donnée aux prêtres de l’Oratoire au début du XVIIe siècle), jusqu'à sa désacralisation en 1705 et sa reconversion pour un usage industriel privé ce qui, en dehors des dégradations commises, en a probablement assuré la survie.
Au XVIIIe siècle, jusqu'au milieu du XIXe siècle, la chapelle est ainsi affectée à des activités salpêtrières à partir de la récupération du tuffeau pour la fabrication de poudre à canon. Sous Louis XIV la Touraine fut d'ailleurs le second fournisseur du royaume. La chapelle est d'abord cédée à la famille Chaslon, propriétaire de la plus grande salpêtrière de France située dans la généralité de Tours, qui exploite également le site de la tour Hugon, puis en 1788 à la famille Estevou, également salpêtrier, après la faillite des propriétaires précédents. Elle est reprise par un artisan charpentier, Urbain Marnay en 1853 qui l'utilise comme entrepôt de bois. En 1875, ses héritiers louent la chapelle à une fabrique de boissons gazeuses, puis de liqueurs, puis à une fabrique de conserves alimentaires à qui la chapelle est finalement vendue en 1922. Elle aurait également servi d'unité de production de champignons et à partir de 1968, de garage et de débarras. En 1980, elle se retrouve dans le patrimoine d'un architecte qui s'en dessaisit en 1989 au profit de Henri Lhote, épicier, qui l'utilise comme dépôt.

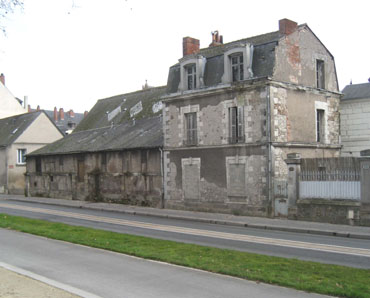
État primitif de la chapelle Saint-Libert en 2011 avant restauration, avec la maison détruite ultérieurement

La chapelle, entièrement masquée et défigurée par des appentis, et une maison distincte adossée depuis le XIXe siècle qui occupe son parvis, le tout en triste état (photo), est rachetée par la SAT en mai 2011 pour 180 000 €. C'est un aboutissement logique pour un édifice que la SAT signalait déjà en 1859 comme l'un des trésors du patrimoine local à préserver, et dont elle a obtenu qu'il soit inscrit aux monuments historiques en 1946. C'est d'ailleurs aujourd'hui l'une des rares chapelles romanes tourangelles à subsister.

## Le désenclavement, les fouilles et le bilan archéologique

### Le désenclavement et l'organisation des fouilles
Le sauvetage de la chapelle, qui n'a fait l'objet d'aucune mesure de protection depuis l'inscription de 1946, débute dans la seconde moitié de 2011 par des opérations préalables, un diagnostic archéologique (infra), ainsi que des travaux de viabilité puis de désenclavement, qui conduisent à la démolition de la maison abandonnée, appartenant à la ville, construite sur le parvis de la chapelle, et d'une partie de l'appentis nord. On passe ainsi progressivement d'un hangar informe à la révélation progressive de la chapelle. Un prélèvement pour la dendrochronologie est effectué pour mieux dater la charpente.

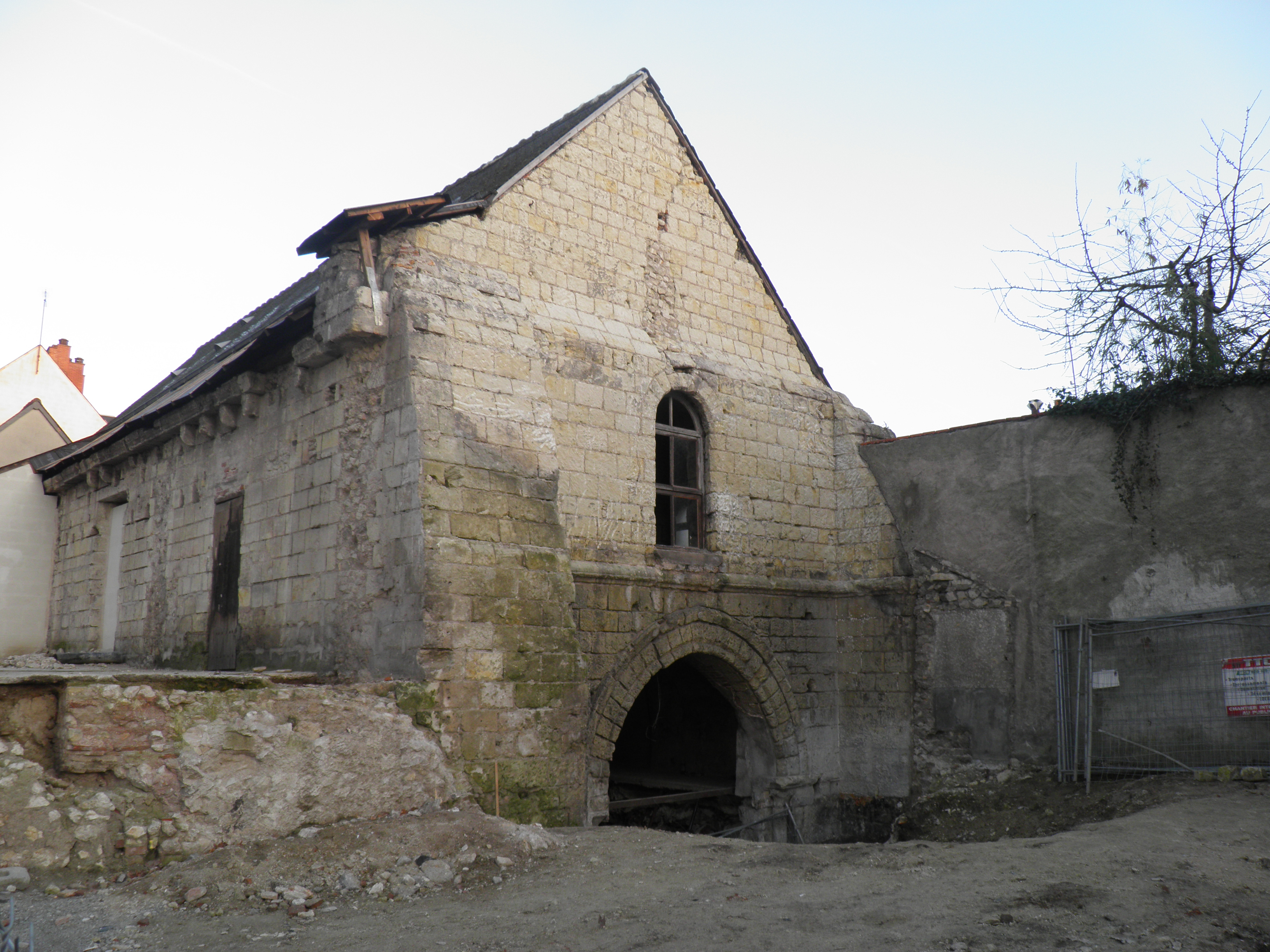
L'entrée de la chapelle Saint-Libert déjà désenclavée, en cours de rénovation (mars 2012)

Les fouilles effectuées par trois archéologues dépêchés gracieusement par le service archéologique du Conseil départemental d'Indre-et-Loire (SADIL), coordonnées par Samuel Riou ,, se déroulent en trois phases : novembre-décembre 2011, septembre-décembre 2012, mars-mai 2013. Elles consistent dans un premier temps à mettre en œuvre la pelleteuse pour casser la dalle de travail de l'ancienne salpêtrerie afin que les archéologues puissent déblayer le remblai d'environ deux mètres et retrouver le niveau initial du sol de la chapelle. En effet, la nécessité d'élargir les voies de circulation et de se prémunir contre les crues, ainsi que le remaniement consécutif des quais de la Loire aux XVIIIe siècle et XIXe siècle ont amené l'alignement des maisons et de nombreux remblais qui, en particulier, ont recouvert le sol et le parvis de la chapelle, élevant considérablement le niveau de ceux-ci. À l'examen, on y trouve de nombreux fragments de faïence et de céramique (près de 2 500 tessons) qui sont le signe d'une activité artisanale qui devait être proche et qui participent à la datation des différentes stratifications. La première tranche des fouilles permet aux spécialistes du Conseil général d'établir un premier diagnostic archéologique, dit préventif, de la chapelle ainsi que celui du parvis, à la suite de quoi le SRA (Service régional d'archéologie de la DRAC - Orléans) fixe à la SAT les prescriptions pour les travaux à venir. Les fouilles, circonscrites à la chapelle et limitées en profondeur (2,50 m sous le niveau du XXe siècle en moyenne outre quelques excavations plus profondes) se terminent in situ en mai 2013.

### Bilan archéologique: entre belles surprises et déceptions

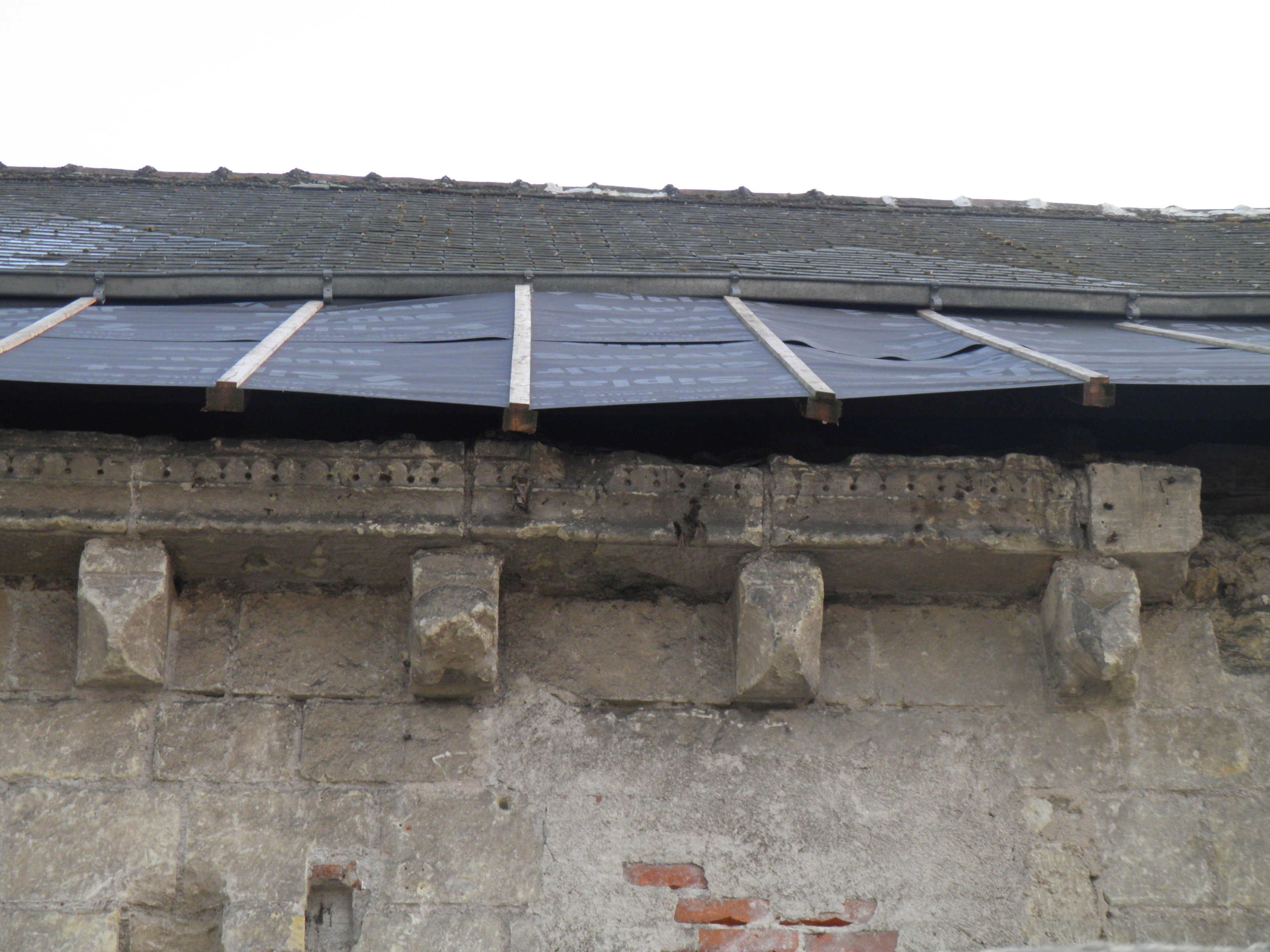
Le gouttereau de la façade nord, la plus endommagée, avec ses modillons, moins ouvragés que sur la façade sud

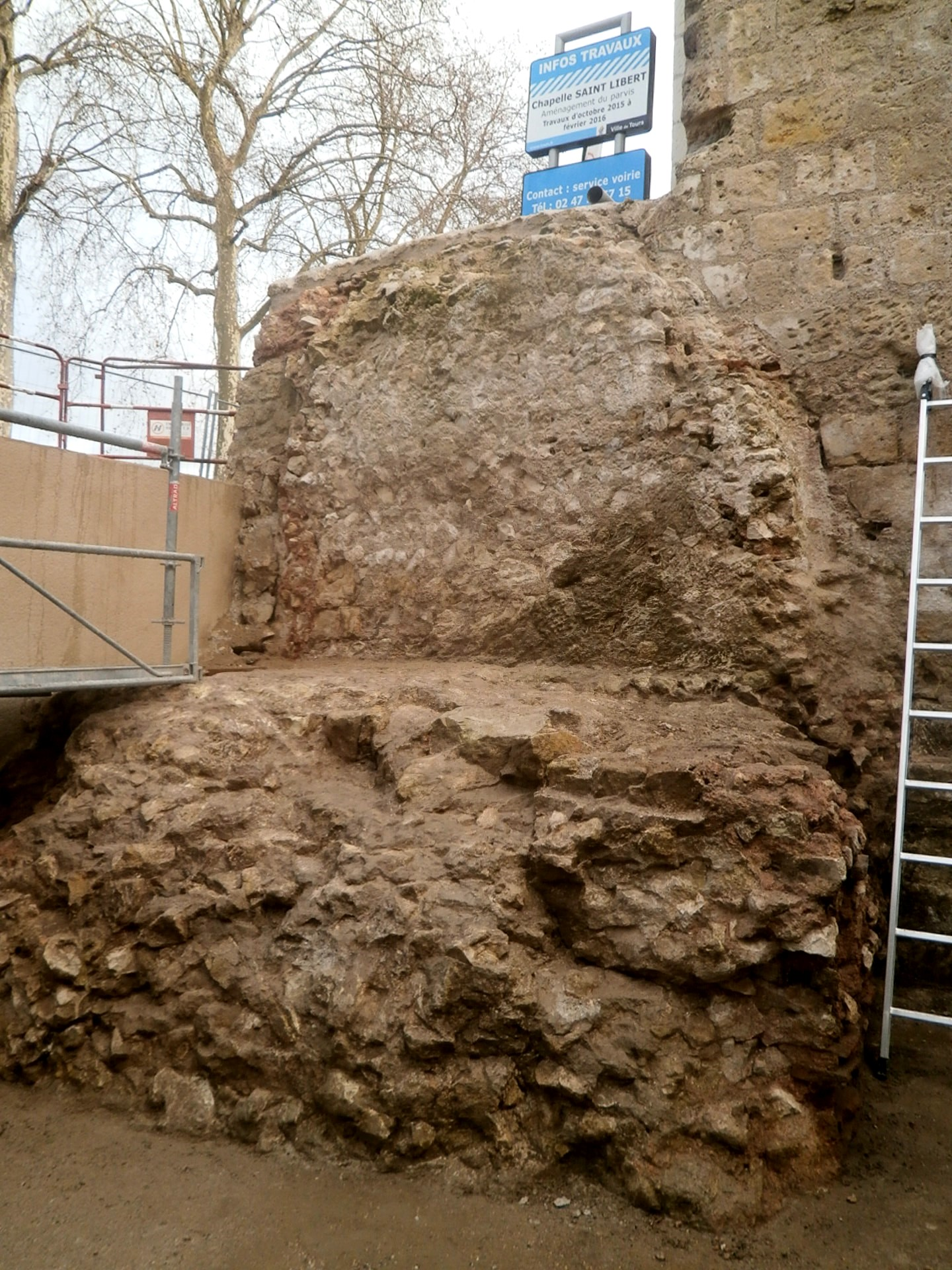
Aperçu des dimensions de l'enceinte gallo-romaine qui constitue les fondations de la façade nord de la chapelle

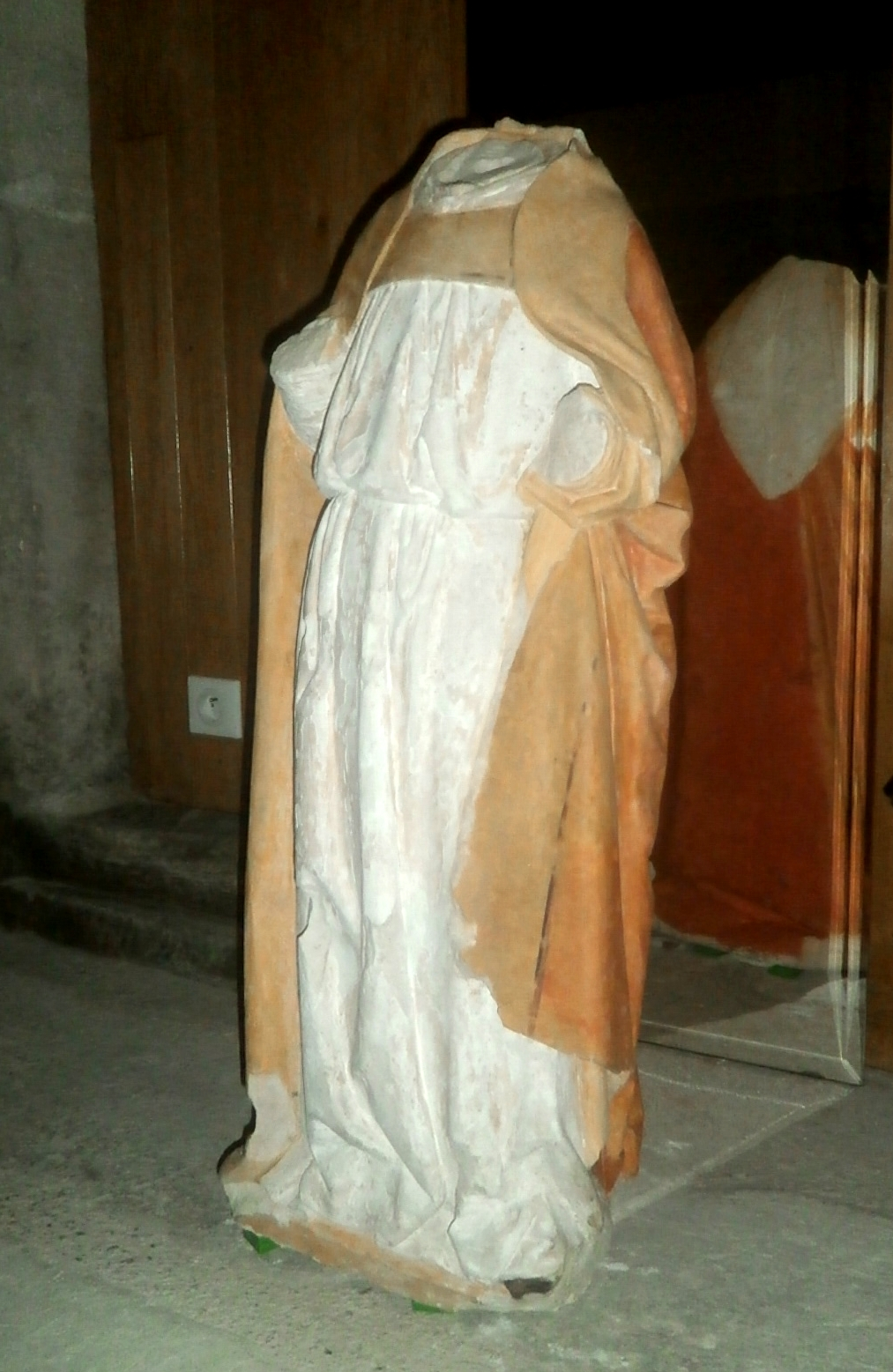
La statue décapitée de l'évêque trouvée lors des fouilles

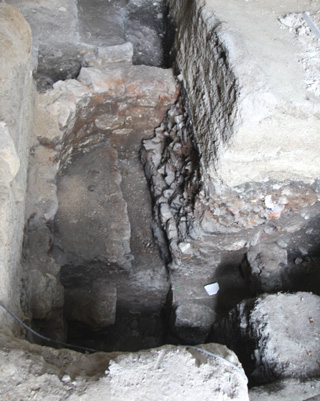
Les vestiges du four à cloches découvert lors des fouilles

Le diagnostic archéologique des services du conseil général apporte déjà quelques éléments d'information. Par ailleurs, l'étude du bâti montre une construction soignée, d'allure romane ; quelques détails laissant à penser qu'elle date plutôt de la fin XIIe siècle,. La charpente serait finalement datée de 1483. Quant au bilan général des fouilles, malgré de belles surprises, il est mitigé dans la mesure où il laisse encore bien des questions sans réponses.
Ainsi, rien ne permet de tracer clairement la succession d'édifices antérieurs sur le site. Cependant, les fouilles ont mis au jour les fondations de l'autel et une barrière de chœur pouvant remonter à la fin ou juste après l'époque carolingienne, entre 940 et 1020, donc nettement plus tardif que l'église attestée au IXe siècle par l'évocation qu'en fait le texte de 919. Au moins cela confirme que le lieu était effectivement déjà voué au culte avant l'édification de la chapelle actuelle.
Les indices archéologiques en témoignent : l'autel ainsi retrouvé, qui semble avoir toujours été situé à cet endroit dans le temps, auquel s'ajoutent les bases de deux colonnes bien antérieures au XIIe siècle, ainsi qu'une trace attestant du début du chevet dont la chapelle est amputée, sans oublier une très surprenante statue d'évêque de 90 cm de haut, visiblement enterrée là rituellement au XVe siècle, couchée sur le dos,, amputée de sa tête et des mains ; mais finalement, peu de traces sur l'usage religieux du site, si ce n'est sa fonction funéraire la plus récente : quarante sépultures ont ainsi été dénombrées, probablement une même famille de notables, adultes et enfants, enterrés soigneusement dans des linceuls, qui pourraient dater du XVIe siècle, sans que l'on sache encore de quelle famille il s'agit, du fait du manque d'indices, malgré quelques suggestions. Petit aléa anecdotique :  la photo grand format qui avait été faite de l'un des squelettes a rapidement été volée.
Le dégagement des vestiges du mur gallo-romain, dont les dimensions sont évaluées à 5 m de haut sur 4 m d'épaisseur et 14 m de long permet de préciser le profil du castrum dans cette partie de la ville, mais la poterne attendue - en lien avec l'échange indiqué dans le texte de 919 - n'a pas été retrouvée, le mur ayant été détruit à cet endroit au XIXe siècle.
Outre ces fondations antiques et médiévales, la statue d'évêque, un anneau exhumé lors du diagnostic et les tombes inattendues, l'autre belle surprise des fouilles est la découverte des vestiges d'une fonderie de cloches, courante par ailleurs, mais dont la destination reste une énigme puisque l'étude du bâti de la chapelle semble indiquer qu'elle n'aurait jamais eu de clocher ; ce qui n'en élimine pas la possibilité, à moins de supposer que les fondeurs travaillaient au profit de l'actuelle cathédrale de Tours, relativement proche, en reconstruction à partir de 1170. De même, rien ne vient expliquer pourquoi la charpente initiale a été remplacée, laissant entière l'hypothèse d'une voûte préalable ou de son projet que crédibilise la présence de contreforts, ni de quand date la destruction du chevet, possiblement lors de l'agrandissement de la rue de la Bretonnerie courant XIXe siècle, et quelle en était la forme (abside ou autre).
L'usage industriel des lieux a laissé un fonds de chaudière retrouvé lors des fouilles, datant probablement de la conserverie, et surtout, la dégradation du parement des murs intérieurs utilisé directement pour l'activité salpêtrière, toutefois épargné dans sa partie inférieure enfouie, ainsi que l'arrachement des contreforts de la façade nord.
Cette phase préalable à la réhabilitation de l'ensemble du site s'est symboliquement achevée par l'inhumation, le 6 mai 2013, dans la chapelle même, des 52 squelettes dégagés par les fouilles, lors d'une cérémonie bénite par l'archevêque de Tours, monseigneur Aubertin,.

## Réhabilitation de la chapelle

### Le projet et son financement

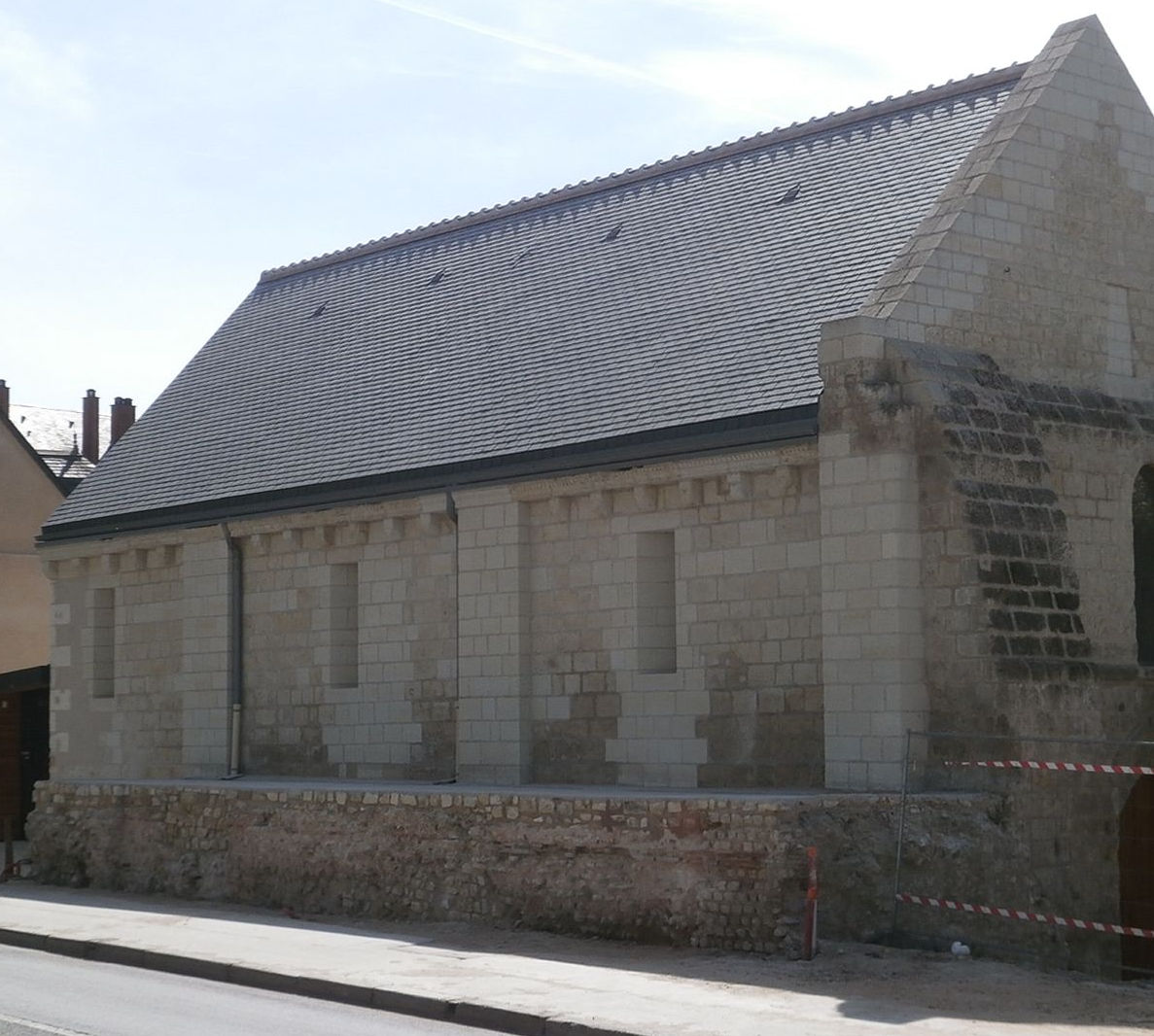
La chapelle rénovée avec sa base gallo-romaine sur laquelle est construite sa façade nord (avril 2015)

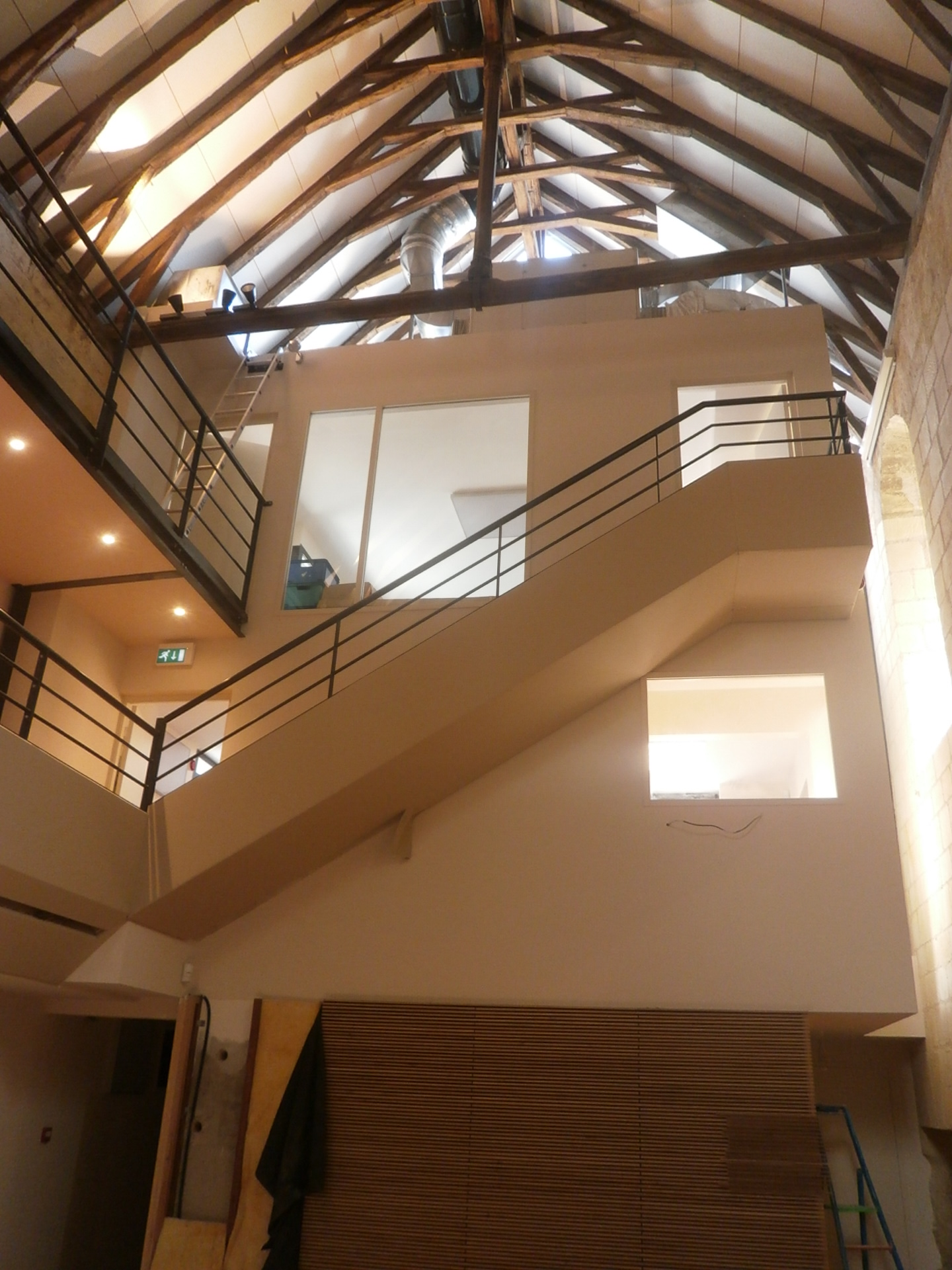
Le module administratif est, vu de l'intérieur, et un aperçu des deux galeries nord (à gauche)

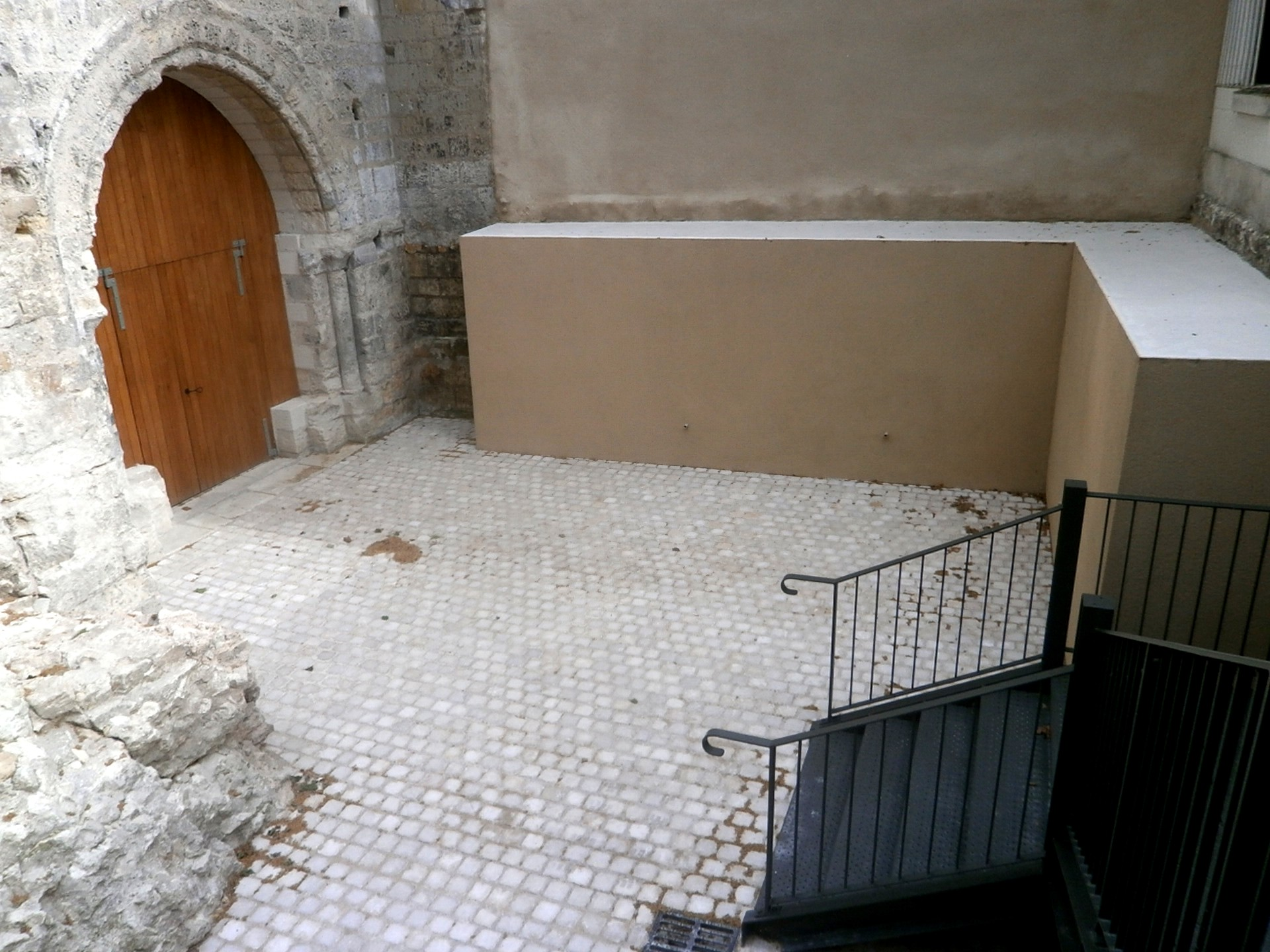
Le nouveau parvis donnant accès en contrebas à l'entrée principale ouest de la chapelle (mai 2016)

Le projet final de réhabilitation du site vise à créer un bâtiment fonctionnel pour le futur siège social de la SAT et lui ménager un espace de réunion et des bureaux, un lieu de travail pour les chercheurs, offrant des possibilités de stockage et susceptible d'accueillir également des événements culturels,. L'architecte Philippe Tardits a relevé le défi d'allier l'ancien et le moderne. L'édifice actuel est donc préservé et rénové, voire complété (reconstruction des contreforts nord), et son histoire sera mise en valeur. Ainsi, les principales découvertes archéologiques seront conservées sous une protection de verre moderne et visible du public, comme le four à cloches et le rempart gallo-romain. La statue d'évêque trouvera une place. L'entrée ouest restera accessible grâce à un parvis construit par la ville avec un escalier amenant au niveau d'origine retrouvé. Un module contemporain très lumineux, pouvant symboliquement représenter le chevet, va offrir à la SAT une extension fonctionnelle coté est pour des bureaux.
Tel est le projet qu'a présenté la SAT dès 2010 afin de récolter les fonds, y compris auprès des particuliers par le biais de la Fondation du Patrimoine. Coût final du projet : 1 300 000 € (pour une estimation initiale de 1 200 000 €), financé par la SAT (grâce au remploi de la vente de l'Hôtel de Jean Galland pour 655 000 €), l'État et la réserve parlementaire (150 000 €), le Conseil départemental d'Indre-et-Loire et la ville de Tours (aide direct en nature), le mécénat d'entreprise (270 000 €) et la souscription publique, dont les dons de passionnés, parfois anonymes,,. La souscription auprès de la Fondation du patrimoine, qui a réuni 258 000 €, fut d'ailleurs la deuxième de ce type en France après celle pour la restauration de la croix de Lorraine à Colombey-les-Deux-Églises.

### Fin de la réhabilitation et naissance d'un espace culturel « high tech »

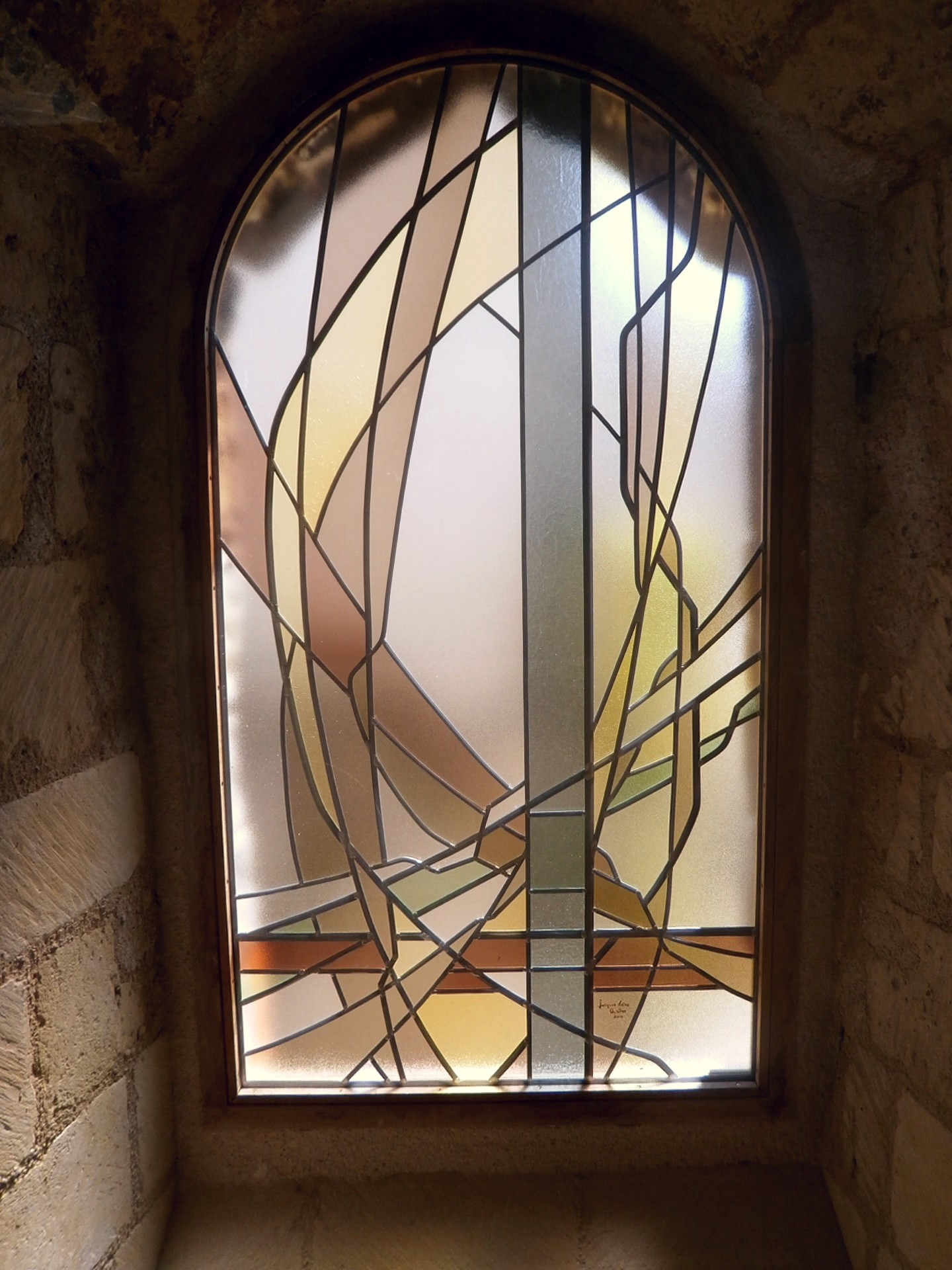
Les vitraux viennent d'être posés (mai 2015). Ils illustrent la Loire au bord de laquelle la chapelle est édifiée

En pratique, les travaux ont commencé dès février 2012 par le dégagement de la façade de tuffeau ouest, masquée par un enduit de ciment. À partir de mi-2013, l'ensemble de l'édifice, extérieur et intérieur a bénéficié du traitement et des reconstructions nécessaires (fenêtres, modillons et contreforts notamment), ainsi que la réfection et le recomplètement de la toiture amputée par la destruction de l'appentis qui en avait modifié la pente, puis la construction du module administratif moderne. À l'intérieur, cela a commencé par la réalisation de la future dalle chauffante qui a scellé à nouveau les tombes. Avec les finitions intérieures (carrelages et peintures) et la mise en valeur à l'extérieur des vestiges gallo-romains restaurées selon les directives de l'architecte des bâtiments de France, la réhabilitation s'est achevée avec les vitraux modernes thermoformés, œuvres de Jacques Loire qui ont été installés aux croisées début mai 2015. Toutefois, la construction du parvis à la charge de la ville de Tours (mécène) s'étant fait attendre, l'inauguration a eu lieu le 13 mai 2016 et s'est poursuivie les jours suivants notamment par une exposition et des animations musicales dans la chapelle.
Auparavant, quelques visites avaient déjà été organisées, outre celles que propose la SAT pour ses membres. Une première manifestation s'est même tenue dans la chapelle le 20 mai 2015, sous l'égide de la délégation d'Indre-et-Loire de la Fondation du Patrimoine qui décernait ses labels à 37 porteurs de projets et le conseil d'administration de la SAT devait s'y réunir pour la première fois le 25 juin 2015 ; il est cependant probable que cette dernière continue de tenir ses grandes réunions dans la salle offerte par le Conseil départemental.
Aujourd'hui, l'ancienne chapelle, qui fait désormais 19m de long sur 7m de large et 12 m de haut, constitue pour la SAT un excellent outil de travail, de réunion et d'archivage. En complément de bureaux, des galeries en mezzanines ont été créées côté nord sur deux niveaux pour stocker la collection de 13.000 plaques de verre de la SAT.
Mais elle est devenue, en outre, un espace moderne pouvant être loué pour des conférences, expositions, concerts et manifestations culturelles diverses. Par exemple, le concert de mélodie présenté par l'Académie Francis Poulenc en février 2017 ou celui de musique hongroise en mars 2017. A cet effet, elle est équipée de la vidéo et d'une sonorisation performante grâce à une colonne de haut-parleurs doté d’un système sophistiqué à pression acoustique constante, le tout étant dirigé par ordinateur. La chapelle offre ainsi 150 places dans une architecture, chargée d'histoire, bénéficiant de la résonance singulière propre aux vieilles pierres et de la lumière tamisée en provenance du bord de Loire. Un petit office est équipé pour la logistique des cocktails,.
Ultérieurement à cette réhabilitation majeure, la rénovation de la riche façade sud - donnant actuellement sur un jardin privé - pourrait être envisagée avec la création d’une cour anglaise pour la dégager jusqu’au niveau du sol d’origine, ce qui permettrait le rétablissement de l'accès par le portail latéral central.
Un timbre postal consacré à la chapelle a été émis fin 2016 par l'Union philatélique de Tours et la SAT, en liaison avec La Poste. L'Académie des sciences, arts et belles-lettres de Touraine a décerné en décembre 2012 son prix annuel à la SAT pour son travail de sauvegarde à propos de la chapelle Saint-Libert. Cela renforce le label « Ville d’Art et d’Histoire » dont la ville de Tours bénéficie depuis 1988, au cœur du Val de Loire, classé au Patrimoine mondial de l'UNESCO.